# Mister Hobbs va in vacanza
Mister Hobbs va in vacanza (Mr. Hobbs Takes a Vacation) è un film del 1962 diretto da Henry Koster.

## Trama
Mister Hobbs sogna da tempo una pacifica vacanza al mare con la moglie Peggy, lontano dalla città e dai famelici ed inopportuni figlioli. Finalmente si parte ma Peggy non riesce a staccarsi dalla prole e il povero Roger si ritrova con i quattro figli, due generi e tre nipotini tra i piedi. La vacanza sarà un comico disastro.

## Produzione

### Riprese
Le riprese del film vennero fatte in California (USA), a Dana Point e a Laguna Beach.

## Riconoscimenti
James Stewart vinse l'Orso d'argento al Festival di Berlino del 1962, come miglior attore, mentre Henry Koster ebbe la nomination per l'Orso d'oro, come miglior regista. Ai Laurel Awards del 1963, Stewart prese il premio come terzo classificato per miglior attore, mentre Maureen O'Hara ebbe la nomination come miglior attrice. Ai Golden Globe del 1963 James Stewart ebbe la nomination come miglior attore protagonista.